# Mendové

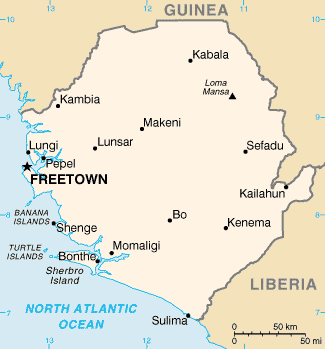
Sierra Leone

Mendové jsou etnickou skupinou žijící na západě Afriky v Sierra Leone a často jsou to rolníci nebo lovci. Ke své obživě používají jednoduché nástroje a mačety a co se týče zemědělství, pěstují zejména rýži a nějaké další plodiny jako jsou například káva, kakao, pepř, palma olejná. Práci mají také řádně rozdělenou a to tak, že muži odvádějí těžkou práci na poli a ženy čistí a tlučou rýži, opracovávají ryby a trhají plevel, aby mohly plodiny v klidu růst.

## Historie
Mendové však nejsou původní etnickou skupinou Sierra Leone. Dostali se sem migrací ze západního Súdánu v období mezi 2. a 16. století, kde se stali součástí tzv. Mande Society. Jako většinu afrického obyvatelstva i Mendy postihla v 17. a 18. století vlna otroctví, kdy byli bráni a převáženi do Ameriky jako levná pracovní síla. Podle analýzy jazyků jsou Mendové potomky dvou původně nezávislých etnických skupin: Mane (původem z Guinei) a Bullom (ze Sierry Leone).

## Současnost
Nyní Mendové dokonce patří mezi jednu z dvou nejdominantnějších etnických skupin v Sierra Leone a tvoří zde něco kolem 30% veškerého obyvatelstva. Nejvíce se vyskytují ve městech Bo, Kenema, Moyamba a nebo Kailahun, ale tradičně je můžeme najít nejčastěji ve vesnicích.

## Rozdílnosti mezi Mendy
Není však Mend jako Mend. Existují totiž dvě skupiny Mendů, které se od sebe liší například různými tělesnými znaky. První z nich je takový typ, který je štíhlé postavy, velmi dobře stavěné, se svislým čelem. Druhým je typ krátké, ale statné a silné postavy, s krátkýma a tlustýma nohama a dlouhým tělem. Mendové se dají také rozdělit ještě jiným způsobem a to na tzv. halemo, což jsou členové tajného společenství a tzv. kpowa.

## Tajné společnosti Mendů
Mezi Mendy existují různé druhy tajných společenství. Jsou jimi tzv. Poro society a Sande society. Poro society je mužský ekvivalent pro Sande society. Připravuje mladé muže k vedení společnosti. Na začátku, v jejich dětství se učí stupni objevení a následnému tréninku a modlení. Během sedmi let mladí muži konverzují s ostatními a učí se používat tajný jazyk a hesla, které znají jen členové Poro society a členové vždy vědí a rozumí tomu, co jsi chtěl říct. To je obdivuhodné na této tajné společnosti. Když se blíží dvacáté narozeniny mladých mužů, jsou konečně pozvání do společnosti a mohou trénovat se staršími lidmi. Mají před sebou ale stále mnoho práce. Tajná společnost Poro má náboženské prvky soustředěné do přechodových rituálů, a zároveň společensko-politické prvky, neboť slouží jako domorodý vládní orgán, který vydává a upravuje místní zákony, nařízení a doporučení. Ve společnosti Poro působí také věštci.
Oproti tomu Sande society je dívčí tajná společnost. Do této společnosti vstupují všechny ženy počátkem jejich pubertálního věku. Zde se mladé ženy učí závazkům dospělosti. Dívky se učí těžké práci a skromnosti jejich chování, především k starším lidem. Tato tajná společnost je opatrovníkem mladých dívek a je jejich průvodcem do života. Tato společnost je založena na hierarchickém principu, tzv. Sande Hierarchy, kdy nejvyšší hlavou celé této společnosti je tzv. sowie. Je modelem nejvyšších společenských hodnot žen. Nižší pozici poté zaujímá tzv. ligba v níž jsou dva stupně- tzv. Ligba Wa (senior) a tzv. Ligba Wulo (junior). Dívkám je při iniciaci do společnosti Sande prováděna obřízka. Součástí obřadů je také skarifikace. Celá iniciace dnes trvá 3 až 4 týdny, v minulosti to ovšem byl až rok.
V současnosti se přibližně dvě třetiny Mendů hlásí k sunnitskému islámu, třetina ke křesťanství (nejčastěji katolickému a anglikánskému), zatímco dvě procenta obyvatel se při sčítání lidu přihlásila ke svému tradičnímu náboženství. Podobně jako v dalších regionech západní Afriky, také mezi Mendy lze pozorovat vícečetnou náboženskou identitu, kdy se hlásí k islámu či křesťanství, zároveň ovšem ctí náboženství svých předků, případně tyto tradice synkretizují.

## Umění
Umění Mendů je často spojováno s léčivou schopností dřevěných masek, dvojitých figur a léčivých objektů. Vyrábí také šperky jako zlaté a stříbrné náramky, náušnice, řetízky, prstýnky a nádherné tkané výrobky, které jsou známé po celé západní Africe. Významnou roli u Mendů hraje rolnička nošená na řetízku, protože Mendové věří, že díky ní mohou slyšet duchy a mrtvé z onoho světa. Mendové také považují za velice krásné nošení řetízku na krku. Je to považováno za symbol zdraví, vysokého postavení a sexuální atraktivnosti.

## Zvláštnosti masek

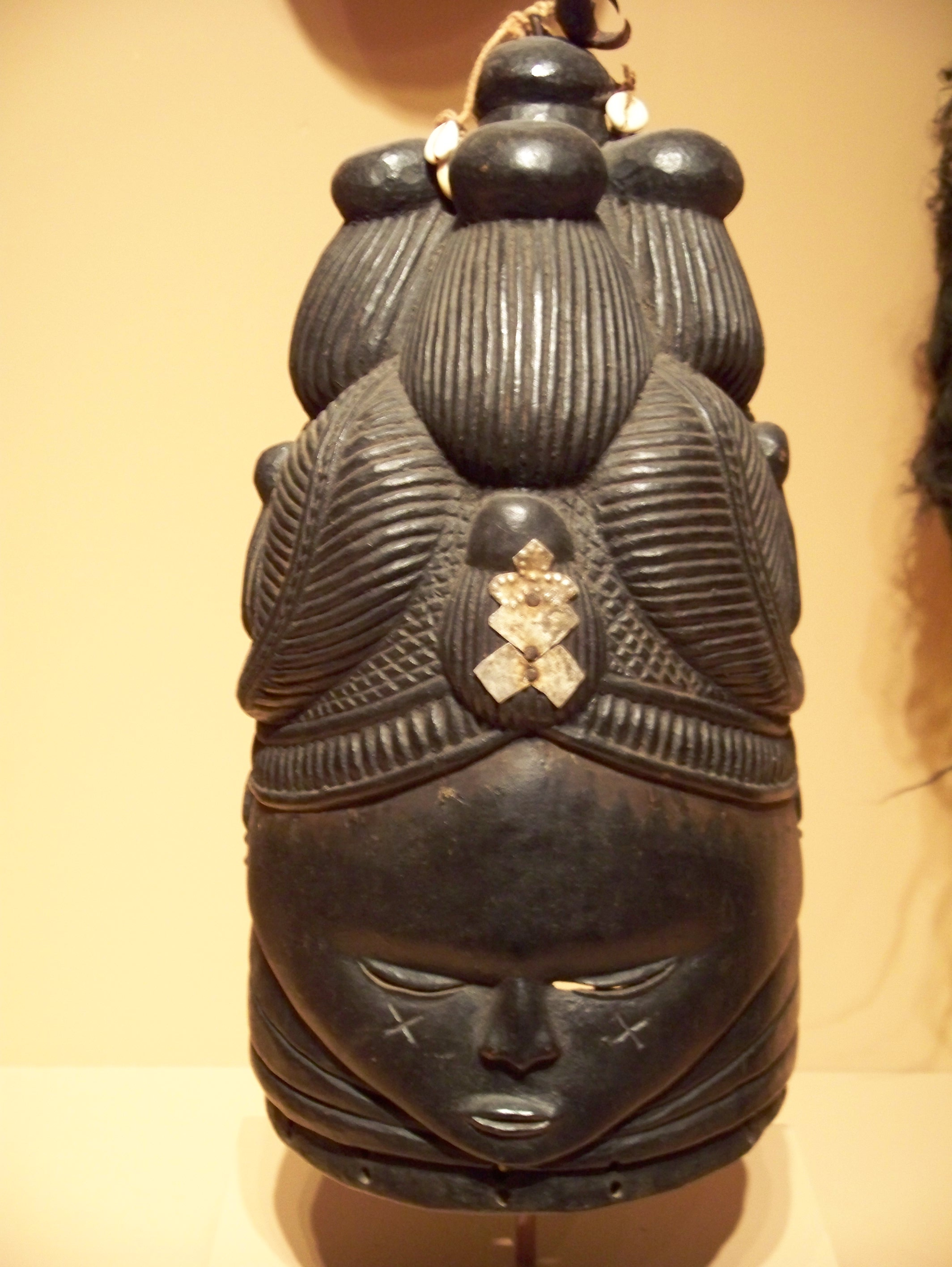
Maska Mendů

Za mysl celé komunity se považují masky. Ty představují duši Mendů a připomínají počátky lidstva. Také zobrazují dvojí existenci člověka - na jedné straně život v konkrétním světě obklopujícího materiálními věcmi a na straně druhé život ve světě duchů, plných snů, inspirací a představ. Jednotlivé rysy masky také představují různé věci. Například pták na vrcholu hlavy znázorňuje ženskou intuici, která ví věci, které jiní lidé nevědí. Vrchol čela poté reprezentuje dobré zdraví nebo bystrost. Sklopené oči jsou zase znakem duchovní přírody, malá ústa symbolizují ženský skromný charakter a šrámy nový, těžší život ženy. Ženy ze Sande society nosící tyto masky nesmí vystavovat žádnou část jejich těla nebo by mstivý duch posedl jejich duši. Nosí proto na sobě spousty rafie nebo černého oblečení. Každá žena má také svou vlastní masku, kterou jí řezbář vytvoří po příchodu do Sande society.

## Společnost
Významnou roli hrají u Mendů také barvy a různé symboly. Za jejich barvu je považována bílá. Zvláštní věcí je tzv. hojo, což je bílý jíl, který ženy používají k označení jejich území. Bílý jíl je také hladký a zářivý a na očích Mendských žen je považován za krásnou ozdobu.
 V mendské společnosti také velice závisí na tom, jaké mají ženy vlasy. Jejich vlasy musí být upravené, čisté, naolejované a musí být svázané. Jsou symbolem ženství, krásy a sex appealu.
 Obdivuhodným znakem Mendů je také jejich patriotství. Jejich rodiny jsou většinou tvořeny jedním mužem, eventuálně jeho bratry se všemi jejich manželkami a dětmi. Ti pak dříve či později odcházejí a začleňují se do dalších rodin.
Co se týče jazyka, Mendové se mezi sebou dorozumívají svým tzv. Mende language, kterým v Sierra Leone hovoří kolem 46% obyvatel.

## Politika a její významné osobnosti
V rámci politiky Sierra Leone, zde mají Mendové již tradičně své dlouholeté zastoupení. I tzv. Sierra Leone People's Party, která je jednou z dvou hlavních politických stran je převážně založena na Mendech. Například první ministerský předseda Sierra Leone Sir Milton Margai, který dovedl tuto zemi k nezávislosti na Velké Británii, patřil do etnické skupiny Mendové. Dalšími politickými představiteli z řad Mendů byli Sir Albert Margai, David Lansana, Julius Maada Bio, Albert Joe Demby, Solomon Berewa, Francis Minah, Samuel Hinga Norman, Charles Margai a nebo také John Oponjo Benjamin.

## Zajímavosti
Z hlediska zajímavostí lze ještě nakonec podotknout, že Mendové měli i svůj vlastní slabikář. Byl vytvořen v Sierra Leone roku 1921 Kisimi Kamarou. Od roku 1940 se ale lidé začali učit číst a psát pomocí verze latinkové abecedy a výsledkem užívání Kisimiho slabikáře bylo pouze jeho postupné oslabení a nakonec úplné zapomenutí.